# Berango
Berango – gmina w Hiszpanii, w prowincji Biskaja, w Kraju Basków, o powierzchni 8,87 km². W 2011 roku gmina liczyła 6883 mieszkańców.